# Maier Orosz Judit
Maier Orosz Judit (Kolozsvár, 1942.október 26. –) erdélyi magyar úszó, képzőművész, iparművész,  Orosz Endre régész, helytörténész, néprajzos unokája, Flóra Orosz Katalin úszóbajnok húga.

## Életpályája
1960-ban érettségizett a kolozsvári 3-as számú leánylíceumban, majd ugyanott 1966-ban elvégezte a Ion Andreescu Képzőművészeti Főiskola iparművészeti szakát. 1967 és 1989 között iparművész volt Kolozsváron egy textilgyárban, ahol felelős beosztásban dolgozott. 
Édesapja, Orosz Gábor híres testneveléstanár és országos úszóbajnok volt. A családban többen is úsztak, például édesanyja, nagynénja és nővére is. 1955-től ő is sportolt, eleinte a Progresul, majd az Universitatea sportegyesület úszója volt. Eredményei: többszörös országos ifjúsági bajnok, az országos ifjúsági válogatott tagja, 100 és 200 m mellúszásban országos fedettúszodai csúcstartó.  
1989-ban az NSZK-ba költözött, ahol több mint harminc évig élt, és nyugdíjazásig titkárnőként dolgozott egy sportintézetnél. Németországi tartózkodásának legnagyobb előnye az volt, hogy bejárhatta a világot. 
Nővére, Flóra Orosz Katalin úszó unszolására 2017-től kezdett el újra sportolni, rendszeresen úszni, nővérével együtt a Debreceni Szenior Úszó Klub színeiben. 2017-ben részt vett a Szlovéniában rendezett Európa bajnokságon, ahol egy arany- és egy bronzérmet szerzett. Dél-Koreában négy negyedik és egy ötödik helyezést ért el.
Részt vett a 2019-es Dél-Koreában megszervezett világbajnokságon, ahol száz méter mellúszásban negyedik helyen végzett. A 2023. augusztus 5. és 11. között Japánban megszervezett szenior világbajnokságon két arany-, egy ezüst- és egy bronzérmet szerzett.  A 2023 áprilisában megalakult kolozsvári Universitatea Szenior Úszó Klub alapító tagja. 
2024 márciusában négy aranyérmet szerzett a dohai szenior úszó világbajnokságon. A 80–84 évesek kategóriájában az 50, 100 és 200 méteres mell-, illetve 400 méteres vegyesúszásban nyert.
2024 júniusában Belgrádban a szenior úszó Európa-bajnokságon öt különböző versenyszámban nyert érmet. 50 és 100 méteres mellúszásban, valamint 200 és 400 méteres vegyes úszásban aranyérmet szerzett. 200 méteres mellúszásban európai bajnoki rekordot is úszott.
A kolozsvári Dónát negyedben egy szépen rendbe tartott ezer négyzetméteres telken lakik, ahol zöldség, gyümölcs és virág egyaránt megfér ízléses elrendezésben. Ezt még nővérével tervezték és valósították meg. Itt kapott helyet nagyapja, Orosz Endre néprajzkutató és az úszóbajnok nővére, Flóra Orosz Katalin mellszobra. Emlékházat alakított ki, ahol néprajzos nagyapja és az egész család emlékét őrzik. Nővére és saját maga által szerzett sportereklyéket a manzárdban állandó kiállításon tekinthetik meg a látogatók.

## Videók
- Magyar állami kitüntetéseket adtak át – Erdélyi Magyar Televízió. YouTube
- Flóra-Orosz Katalin szobor a Hațieganu Parkban – Erdélyi Figyelö. YouTube
- Négy aranyérmet hozott haza Dohából Maier-Orosz Judit! – Erdélyi Figyelő. YouTube
- Kolozsvári világbajnok úszó a 80-84 éves korcsoportban – Erdélyi Figyelö. YouTube
- Mi fér bele egy kávéba? – Maszol. YouTube

- Oroszlányok barlangjában – Kolozsvári Társaság. YouTube